# Дихлорметан
Дихлорометанът (на английски: Dichloromethane), известен също като метиленхлорид и метилендихлорид, е течно и безцветно органично съединение, с формула CH2Cl2. Съединението е приготвено за първи път от френския химик Анри Виктор през 1840 г. Той се използва широко като индустриален разтворител и има съмнения, че е канцерогенен.